# Społeczność Chrześcijańska w Dąbrowie Górniczej
Społeczność Chrześcijańska w Dąbrowie Górniczej – zbór Kościoła Chrystusowego w RP działający w Dąbrowie Górniczej.
Pastorem przełożonym zboru jest Jarosław Ściwiarski. Nabożeństwa odbywają się przy ul. Łukasińskiego 7 w niedziele o godz. 10.00 oraz w środy o godz. 18.00.

## Historia
16 września 1947 grupa wiernych Dąbrowy Górniczej pod przewodnictwem Konstantego Sacewicza pozyskała od miasta trzy lokale w budynku przy ul. Okrzei 40 na prowadzenie działalności zborowej. Po przeprowadzeniu remontu przez członków wspólnoty, utworzona tam została kaplica o powierzchni 50 m², a także mieszkanie zajmujące 30 m². Posługi religijne rozpoczęto tam prowadzić w grudniu 1947, a za datę założenia Społeczności został przyjęty 26 grudnia 1947. Wspólnota stanowiła stację misyjną Zjednoczonego Kościoła Ewangelicznego w PRL, podległą zborowi w Sosnowcu. W 1953 stacja misyjna została przekształcona w samodzielny zbór.
Do maja 1964 stanowisko przewodniczącego zboru pełnił Jan Gąsiorowski, po nim do lipca 1965 sprawował je Stanisław Kołodziejski. Następnie funkcję tę objął Jan Sadowski. Na zebraniu członków zboru mającym miejsce w październiku 1967 zdecydowano o mianowaniu na przewodniczącego Henryka Sacewicza, który został wprowadzony w urząd 27 listopada 1968.
W 1976 zostało wystosowane podanie o zezwolenie na budowę domu modlitwy dla wspólnoty, jednak 27 lipca 1977 otrzymano odpowiedź odmowną. Dotychczas używany przez zbór budynek przy ul. Okrzei 40 został przeznaczony do rozbiórki, w związku z czym we wrześniu 1977 wierni opuścili go i od 14 września rozpoczęli prowadzenie spotkań w prywatnych mieszkaniach. W październiku 1977 pozyskano lokal znajdujący się w bloku przy ul. Łukasińskiego 7 i rozpoczęto jego remont. Nabożeństwa w tej lokalizacji, pomimo trwających nadal prac, rozpoczęto prowadzić od 15 grudnia 1977. Do oficjalnego otwarcia kaplicy doszło 27 marca 1978. W związku z brakiem baptysterium, chrzty odbywały się na zewnątrz lub w wynajmowanych kaplicach.
W 1990 zbór liczył 65 członków (nie wliczając dzieci i sympatyków). W 1991 otwarta została księgarnia chrześcijańska „Słowo Życia”. Od maja 1994 roku stanowisko pastora przełożonego zboru pełni Jarosław Ściwiarski.
Wobec ciągłego przyrostu liczby wiernych, zbór obejmował kolejne przestrzenie w budynku mieszczącym kaplicę. Na przełomie lat 80. i 90. XX wieku dzięki porozumieniu z Urzędem Miasta, przez zbór zakupiony został cały budynek. Przystąpiono do remontu i dostosowania nowo pozyskanych lokali, powstały tam  kuchnia, szatnia, kawiarnia, sale dla dzieci i młodzieży oraz pokoje gościnne. W związku z przeznaczeniem całego obiektu na cele administracyjne i gospodarcze, obok niego została wybudowana kaplica na 250 miejsc. Środki na jej powstanie zostały pozyskane m.in. dzięki wsparciu organizacji Polish Christian Ministries. Otwarcie kaplicy miało miejsce 15 czerwca 1997, zbór liczył wówczas około 150 wiernych. 
W 2017 udział w niedzielnych nabożeństwach Społeczności brało każdorazowo około 160 osób.